# Quella villa accanto al cimitero
Quella villa accanto al cimitero è un film, del 1981, diretto da Lucio Fulci. È la terza e ultima parte della cosiddetta "Trilogia della morte", girata da Fulci tra il 1980 e il 1981 e interpretata da Catriona MacColl. Gli altri due film sono Paura nella città dei morti viventi e ...e tu vivrai nel terrore! - L'aldilà.
Girato dal regista romano dopo ...e tu vivrai nel terrore! - L'aldilà, il film segna un ritorno a una trama più controllata, in cui la suspense prevale sugli effetti splatter. È considerato l'horror più spaventoso e sconvolgente diretto da Lucio Fulci, per il suo insieme di suspense, orrore e splatter.

## Trama
Nell'immaginaria cittadina di New Whitby, situata nel New England, una ragazza si sta rivestendo nella cantina di una casa abbandonata, la spettrale Oak Mansion, dopo aver fatto l'amore con il suo ragazzo. Dopo averlo ripetutamente chiamato, senza ottenere una risposta, la ragazza scopre che il ragazzo è stato brutalmente ucciso; tenta di fuggire dalla cantina, ma viene aggredita da un individuo misterioso, e trafitta con un lungo coltello, che le trapassa il cranio uscendo dalla bocca. Il misterioso omicida ne trascina poi via il corpo.
A New York Bob, un bambino, osserva in soggiorno una fotografia che ritrae una bambina che fissa fuori da una finestra con lo sguardo preoccupato. Bob è convinto che la bambina lo fissi, e stabilisce con lei un contatto extrasensoriale. Il padre di Bob, Norman, un ricercatore universitario, si deve trasferire a New Whitby, per proseguire le ricerche effettuate dal collega Peterson. Bob tenta di convincere invano il padre e la madre, Lucy, a non partire. Norman si reca dal suo capo, il professor Muller, che gli rivela che Peterson si è suicidato dopo aver ucciso la sua assistente ed amante Sheyla. Intanto a New Whitby, Mae, la misteriosa bambina della fotografia, è preoccupata per Bob. Un'anziana donna in abiti ottocenteschi la richiama, sgridandola. Guardando alcuni manichini nella vetrina di un negozio, Mae ha una terribile visione, in cui a uno dei manichini cade la testa sul pavimento, in una pozza di sangue.
Arrivati a New Whitby, Norman e Lucy incontrano Laura Glitterson, un'agente immobiliare, per prendere le chiavi della loro nuova casa, la famigerata Oak Mansion. La Glitterson sembra riconoscere Norman, che però non è mai stato a New Whitby. Intanto Bob, rimasto in macchina, entra in contatto con Mae, che gli parla dall'altro lato della strada e gli regala una vecchia bambola rotta. Arrivata nella nuova casa, Lucy sembra non apprezzarla. Inoltre arriva Ann, una giovane babysitter incaricata dalla Glitterson di occuparsi di Bob. Lucy ha un'allucinazione e vede la testa di Ann staccarsi dal suo corpo e rotolare a terra in una pozza di sangue, proprio come successo al manichino della visione di Mae.
Nella notte, Norman trova una cartella intestata al dottor Jacob Tess Freudstein. All'improvviso nella casa si odono dei pianti infantili e una porta si apre da sola. Norman va a controllare e scopre Ann, mentre tenta di forzare la porta della cantina. Il mattino seguente, Norman e Lucy si recano in biblioteca. Lì Norman interroga il responsabile della biblioteca riguardo alla fine di Peterson. L'uomo sostiene di aver incontrato Norman qualche mese prima. Il bibliotecario Daniel Douglas spiega a Norman che Peterson stava effettuando delle ricerche, quindi gli mostra una sbarra, sostenendo che lì Peterson si è impiccato. Intanto Bob e Mae stanno giocando tra le tombe del cimitero. Mae indica una lapide che reca il nome di Mary Freudstein, ma sostiene che la donna non è realmente sepolta lì.
Norman inizia le sue ricerche su Jacob Tess Freudstein, scoprendo che si tratta di un chirurgo che agli inizi del secolo era stato radiato dall'ordine. Lucy trova una pietra tombale nella mansarda della propria abitazione. La lapide porta il nome di Jacob Tess Freudstein. Lucy ha una crisi isterica e deve far ricorso a dei calmanti. Bob, tornato a casa, racconta di essere stato con Mae, ma Ann nega decisamente il fatto. Norman decide di aprire finalmente la porta della cantina, accompagnato da Lucy. I due vengono aggrediti da un pipistrello. Norman riesce a ucciderlo a colpi di forbici, dopo una lunga lotta. I due decidono di cambiare casa. La signora Glitterson si reca all'abitazione dei Boyle, mentre in una casa ricolma di bambole Mae la implora di non entrare. La Glitterson si inoltra da sola nella casa, e viene catturata dalla lapide di Freudstein. Un essere mostruoso la trafigge con un attizzatoio alla gola e al torace, quindi trascina il cadavere in cantina.

Il Dottor Jacob Freudstein

Il mattino seguente Lucy si imbatte in Ann, che sta pulendo delle tracce di sangue. La donna, intontita dai medicinali, non ci fa troppo caso. Norman la informa che deve recarsi a New York, per un viaggio di lavoro. In realtà si reca alla biblioteca, dove Douglas gli mette a disposizione gli appunti e il registratore del defunto Peterson. Norman inizia ad ascoltare una delirante testimonianza che parla di una cantina, quindi ha un'allucinazione, in cui vede la lapide della mansarda ricoperta di sangue e la cantina trasformata in un orribile laboratorio di esperimenti anatomici. Ci sono vari cadaveri, tra i quali quello di un bambino orribilmente sventrato. Sconvolto, Norman brucia gli appunti e la cassetta. Uscito dalla biblioteca viene visto da Lucy. Intanto Ann, non trovando più Bob, lo cerca in cantina. Un misterioso assassino la decapita con un grosso coltello. La testa di Ann rotola per le scale, davanti agli occhi terrorizzati di Bob, che riesce a fuggire e racconta tutto alla madre, che però non gli crede.
Norman si reca al cimitero, scoprendo che nessun Jacob Tess Freudstein vi è sepolto. Bob si reca nuovamente in cantina. Il mostro lo afferra e blocca la porta. Lucy, attirata dalla grida del figlio, non riesce ad aprire la porta. Norman giunge all'improvviso e prova a sfondare la porta con un'ascia, ma il mostro spinge la testa di Bob verso la porta, esponendolo a una decapitazione da parte del padre. Norman rivela alla moglie che Freudstein è ancora vivo e ha conquistato l'immortalità nutrendosi e utilizzando su se stesso le parti anatomiche ricavate dalle famiglie che hanno abitato la villa, non risparmiando neanche i bambini. I primi ad essere uccisi furono sua moglie e sua figlia. I coniugi Boyle riescono ad entrare nella cantina, ricolma di cadaveri, ma vengono uccisi dal dottor Freudstein, ridotto ad un essere mostruoso. Il piccolo Bob è apparentemente riuscito a sfuggire ma, in realtà, non è sopravvissuto bensì è stato accolto da Mary e Mae Freudstein con loro nel mondo degli spettri. Una frase finale, attribuita ad Henry James, recita che "...non sapremo mai se i bambini siano dei mostri o se i mostri siano dei bambini". 

## Produzione

### Sceneggiatura
Durante la post produzione di ...e tu vivrai nel terrore! - L'aldilà, Lucio Fulci stava già preparando un nuovo film. Il soggetto recava il titolo La notte dell'inferno, e portava la firma di Elisa Briganti. La sceneggiatura fu scritta da Fulci, Giorgio Mariuzzo e Dardano Sacchetti, già sceneggiatori della pellicola precedente. Il titolo della sceneggiatura fu cambiato in Quella villa accanto al cimitero, allusione a Quel motel vicino alla palude, titolo italiano di Eaten Alive, diretto nel 1977 da Tobe Hooper.
Come sempre nei suoi horror, Fulci inserì delle citazioni letterarie. L'ispirazione principale fu il romanzo Il giro di vite, scritto da Henry James nel 1898, ma vi sono anche riferimenti alle opere di Antonin Artaud, Edgar Allan Poe e Howard Phillips Lovecraft. Fulci dichiarò:
Dardano Sacchetti inserì nella sceneggiatura alcuni episodi claustrofobici della sua infanzia. Giorgio Mariuzzo invece fu chiamato da Fulci per sistemare il copione.

### Cast
Il film è interpretato da attori presenti già in altre opere di Fulci, in primis Catriona MacColl, già protagonista de L'aldilà e di Paura nella città dei morti viventi. Il protagonista maschile è invece interpretato da Paolo Malco, qui alla sua prima collaborazione con Fulci. Il regista romano appare come suo solito in un breve cameo, nel ruolo del professor Muller.
Il ruolo di Laura Glitterson fu interpretato da Dagmar Lassander, attrice presente in molti gialli italiani degli anni settanta. Per la parte di Ann fu scelta Ania Pieroni, che aveva interpretato l'anno prima il ruolo di Mater Lacrimarum in Inferno di Dario Argento.

### Fotografia
La fotografia del film fu diretta da Sergio Salvati, storico collaboratore di Lucio Fulci.
Dato che il film è per la maggior parte ambientato in interni cupi e claustrofobici, realizzò ogni inquadratura cercando di mettere a disagio il pubblico. Per far questo utilizzò delle luci cupe, con una maggioranza di colori grigi. Per le riprese in esterni Salvati utilizzò la luce naturale e molti grandangoli, per creare maggiore angoscia, mentre nelle sequenze ambientate nella cantina esasperò i tagli di luce e i controluce. Per illuminare il dottor Freudstein, Salvati aumentò e diminuì l'illuminazione, seguendo i movimenti della macchina da presa.

### Trucco ed effetti speciali
Gli effetti speciali del film furono realizzati da Gino De Rossi, che aveva già collaborato con Fulci per Paura nella città dei morti viventi.
Per quanto riguarda gli effetti speciali di trucco del film, nonostante siano citati nei titoli di testa sia Maurizio Trani che Giannetto De Rossi, fu il solo Trani ad occuparsi del trucco. Giannetto De Rossi stesso ha dichiarato di non aver mai partecipato al film.
Il trucco del dottor Freudstein fu provato per vari giorni. Fulci non era mai abbastanza soddisfatto del lavoro e Trani dovette rifare il trucco dieci volte. Dopo varie prove, finalmente Fulci approvò la versione del mostro che appare nel film.

### Riprese
Le riprese del film iniziarono il 16 marzo 1981, tre mesi dopo la fine delle riprese de L'aldilà, e terminarono a maggio. Il titolo di lavorazione era Quella casa accanto al cimitero.
Il film fu girato in esterni a Concord, una cittadina situata nei pressi di Boston. La villa dei Boyle era in realtà una scuola per ragazzi disabili. Gli esterni furono girati anche a New York, mentre gli interni furono realizzati a Roma, negli studi De Paolis.
Durante la sequenza in cui Lucy viene trascinata per le scale della cantina da Freudstein, Katherina MacColl fu veramente trascinata, sbattendo ripetutamente il volto sui gradini.

I titoli di testa del film

Il soffitto della cantina di Freudstein fu realizzato dallo scenografo Massimo Lentini appositamente molto basso, per dare un senso di claustrofobia.

## Titoli per l'estero
Il film uscì negli Stati Uniti con il titolo tradotto quasi letteralmente in The House by the Cemetery, in Francia come La maison près du cimetière e in Germania Ovest come Das Haus an der Friedhofsmauer.

## Accoglienza
Il film uscì nelle sale cinematografiche italiane il 14 agosto 1981, e venne vietato ai minori di 18 anni. Incassò complessivamente 1.407.981.297 lire dell'epoca, superando gli incassi dei tre precedenti horror diretti da Fulci. Il DVD uscito recentemente in Italia ha invece il divieto abbassato ai minori di 14 anni. Il film non può essere comunque trasmesso in televisione, dato che il divieto originale è stato comunque mantenuto.

### Critiche
Nonostante il grande successo di pubblico, il film fu accolto negativamente dalla critica cinematografica italiana dell'epoca. Molti ritennero il film debole e meno riuscito rispetto agli altri horror diretti da Fulci. Alcuni lo criticarono accusandolo di essere un'imitazione distorta di Shining, diretto da Stanley Kubrick nel 1980.
Solo in anni recenti il film è stato rivalutato, fino ad essere considerato uno dei migliori horror di Fulci e quello più sconvolgente.
La rivista Nocturno ha scritto:
Per Antonio Bruschini:

## Colonna sonora
La colonna sonora del film non fu curata da Fabio Frizzi, storico collaboratore di Fulci per quanto riguarda la musica, bensì da Walter Rizzati, alla sua prima collaborazione con il regista romano.

## Collegamenti ad altre pellicole
- La sequenza in cui Norman Boyle ascolta i deliri di Peterson al registratore anticipa alcune analoghe sequenze presenti in La casa e La casa 2, diretti da Sam Raimi, nel 1981 e nel 1987. Anche lì, infatti, le forze del male si scatenano durante l'ascolto di una registrazione.
- Il trucco del dottor Satana in La casa dei 1000 corpi, diretto da Rob Zombie, nel 2003, è ispirato al trucco del dottor Freudstein.
- In The Machine Girl, diretto da Noboru Iguchi, nel 2008, è presente una sequenza in cui una ragazza viene uccisa con una coltellata che le trapassa la nuca.
- La scena in cui gli occhi del dottor Freudstein appaiono improvvisamente dal buio potrebbe essere una citazione di Suspiria, film, del 1977, diretto da Dario Argento. Dallo stesso film potrebbe essere stata citata la scena analoga dell'assalto del pipistrello.
- Lucio Fulci affermò che il soggetto del film, a suo avviso, era stato mutuato dal film Gli orrori del liceo femminile (La residencia) (1969), del regista Narciso Ibáñez Serrador.[5]

## Omaggi
- Nel manga Berserk la sequenza in cui Vargas vede il Conte divorare i suoi familiari nelle segrete del castello del Conte è ispirata a quella in cui Peterson, poi suicida, scopre i cadaveri mutilati della moglie e del figlio nella cantina di Freudstein.
- Il gruppo goregrind Mortician ha intitolato il suo primo mini CD House by the cemetery, ovvero il titolo statunitense del film.
- Le musiche del film sono state spesso citate nella serie di videogiochi horror Splatterhouse, dalla compositrice Milky Eiko.
- Il TruceKlan ha utilizzato il tema musicale del film come base per la canzone Il giardino degli Dei.